# Вориностат
Вориностат - ингибитор гистондеацетилаз, использующийся в качестве лекарственного средства при терапии Т-клеточной лимфомы.
Вориностат производится и продается компанией Merck под торговым названием  'Zolinza'  как препарат для лечения пациентов с кожной Т-клеточной лимфомой, имеющей прогрессирующий, стойкий или рецидивирующий характер во время системной терапии, лекарственная форма - таблетки, содержащие 100 мг действующего вещества.
По состоянию на 2016 г. цена препарата в США составляла $94.54 за таблетку, или $11,362.30 за упаковку из 120 таблеток для месячного курса терапии
Соединение было разработано химиком Колумбийского университета, доктором Рональдом Бреслоу.

## Механизм действия
Вориностат является ингибитором цинксодержащих гистондеацетилаз класса I (HDAC1, HDAC2 и HDAC3) и гистондеацетилазы HDAC6 класса II, но не гистондеацетилаз класса III.
Ингибирование происходит за счет координации гидроксамовой группы с атомом цинка реакционного центра фермента с одновременным блокированием фенильной группой каталитического кармана.
Ингибирование гистондеацетилаз (при неизменной активности гистонацетилтрансфераз) приводит к накоплению увеличению доли ацетилированных гистонов в хроматине, что является важным фактором в поддержании плюрипотентности и дифференцировке клеток, и, тем самым, подавлению злокачественного роста.